# 易俊宏
易俊宏（1984年3月6日—），臺灣政治幕僚、社會運動者。現任墾丁國家公園志工聯誼會會長、台灣青年公民論壇協會理事，同時身兼第十九屆、二十屆台灣綠黨中央執行委員、曾任該黨發言人、新竹黨部主任委員、高雄黨部評議委員、台南市政府副發言人、台南市議員林依婷團隊成員。曾擔任年金改革國是會議青年代表。2018年中華民國直轄市議員及縣市議員選舉，代表綠黨競選新竹市第四選舉區的市議員，以1,097票（得票率1.9%）未能當選。

## 生平
易俊宏出生於臺中縣大甲鎮（今臺中市大甲區），就讀國立大甲高級中學。國立陽明大學科技與社會研究所碩士。
曾任教育部青年發展署「校園講座實施計畫」青年達人講師（臺教青署參字第1022260017號核定）。曾代表綠黨以公開出櫃男同志身分，競選2018年新竹市議員，但落選；之後被延攬到台南市政府擔任機要秘書，並兼副發言人。

## 議題參與

### 學生自治
曾任國立嘉義大學第五屆學生會社團部長（2005）、學生議會議長（2006）、臺灣學生自治教育推廣協會（T-sata ）創會秘書長，並於任內主辦「全國大專校院學生自治組織傳承研討會 」（2011）、學生自治工作坊計畫（2011）。目前是「臺灣北部大專院校學生自治聯合協會」（北學聯）的成員，協助辦理過教育部「106年大專校院暨高中職學生公共參與及公民教育論壇計畫」（西尼爾青年論談）等活動。

### 性別議題
自大學開始參與「同志大遊行」開始，後續也曾帶領綠黨高雄黨部參與高雄同志大遊行，並擔任前導車主持人。並出櫃的公開身份參與社各項倡議活動：
2016年 高雄市議會公聽會：台灣青年公民論壇協會易俊宏理事在會中主張應讓同性婚姻合法化，並呼籲政治人物遇到對的事情就應該去做。
2016年 爸媽囧很大 第334集 同志被逼婚！該不該跟父母出櫃？！：自陳是出櫃同志，由於家人很早就了解，因此受到的壓力較少。
在107年4月17日，中選會公告通過三個反同公投後，與苗博雅等人共同發起「平權前夕．彩虹起義」的挺同公投連署活動。

## 性騷擾指控
2022年6月6日，台灣少年權益與福利促進聯盟召開記者會指出，易俊宏涉嫌利用擔任兒少講座、學生培力工作坊講師之職權性騷擾，期間長達7年、案件遍及全台，已知有8人受害；性騷樣態包括：言語騷擾、向未成年提出性邀約、摸下體等不當肢體碰觸，以及猥褻。面對受害者指控歷歷，其友人仍表示，可能僅為講話葷素不拘。
易俊宏遭爆疑涉性騷後，綠黨祭出停權處分。此外，墾丁國家公園管理處亦以「影響志工形象」為由，調查期間，停權其解說志工身份；若調查屬實，則將依規將其除名。
2023年，易在台灣MeToo運動被揭發此事，當時他擔任臺南市議員林依婷助理，隨後主動辭職。

## 著作列表

### 專文文章
- 現在怎麼做、明日怎麼過！--電影《明日進行曲》推薦文，亮點國際影業邀稿
- 墾丁陸蟹何處去？，科技部「科技大觀園」網站。
- 資訊公開問課責,很難嗎? ──從中國「綠色採購」經驗看台灣總量管制政策，「地球公民基金會」電子報 。
- 從日月光污染爭點淺論公民科學的在地發展，科技與社會學會電子報
- 創意媒合、行動跨界！G0V SUMMIT 手札，科技與社會學會電子報
- 「公民參與焚化爐與掩埋場爭議」工作坊紀要，台灣科技島 ，王文基等編著，新竹：交通大學出版社
- 消費就是投票,吃出安心的未來！--電影「美味的代價」(”Food, Inc.”,2008)評介，教育部人權教育電子報,vol.68
- 透視空間權力、性別關懷隨時實踐！，教育部人權教育電子報,vol.65
- 在農村發現母語的重要性，台文通訊 236 期 ，李江卻文教基金會

### 專題論文
- 機車道路空間的科技與社會觀點分析—以台北市為例，台北：國立陽明大學科技與社會研究所碩士論文
- 易俊宏，2013，公共學治、行動組織，學生自治的反省、突破與重建研討會 ，台北：國立師範大學學生會
- 杜文苓、易俊宏，2013，收編或合作？地方環境平行監測制度初探--以中部火力發電廠為例，台北：台灣科技與社會研究學會年會

## 獲獎
- 財團法人李江却台語文教基金會「台語短片徵選」評審獎（2015）[17]，得獎影片：熟似同性戀、看見多元性別
- 行政院陸委會第13屆兩岸新聞報導獎[18]，非影音新聞報導獎（2009）
- 行政院青輔會青年團隊政策研發競賽優勝[19]（2009）
- 行政院青輔會青年公共參與獎審議民主類生入圍[20]（2006）

## 外部連結
- 易俊宏的筆記空間:: 痞客邦PIXNET :: （页面存档备份，存于）